# استر آسبو
استر آسبو (اسپانیایی: Esther Acebo‎؛ زادهٔ ۱۹ ژانویهٔ ۱۹۸۳) بازیگر و مجری تلویزیون اهل اسپانیا است. او کارش را با مجری‌گری یک برنامۀ کودکان آغاز کرد و سپس گزارشگر و مجری یک شبکه ویژه نوجوانان شد.
از فیلم‌ها یا برنامه‌های تلویزیونی که وی در آنها نقش داشته‌است می‌توان به خانه کاغذی اشاره کرد.